# Richard Beard

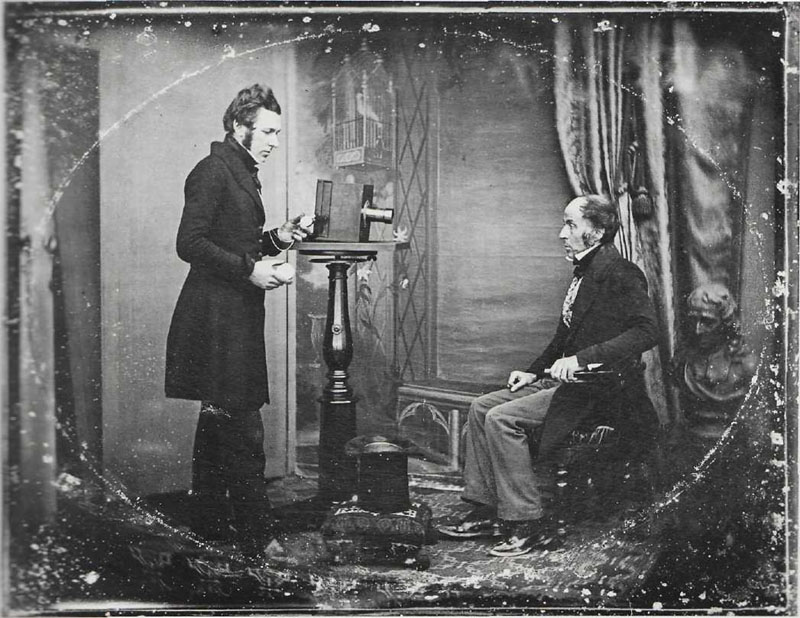
Portrétista v Beardově fotografickém studiu; v ruce drží hodinky a krytku objektivu, 1843

Richard Beard (22. prosince 1801 – 7. června 1885) byl anglický podnikatel a fotograf, který důrazně chránil své fotografické podnikání vedením sporů ohledně svých fotografických patentů, aby pomohl založit profesionální fotografii ve Spojeném království. V roce 1841 otevřel v Londýně první anglický fotografický ateliér a také jeden z prvních evropských.

## Mládí
Richard Beard se narodil v East Stonehouse v hrabství Devon jako druhý syn Richarda Bearda Bowdena (1773–1840) a jeho manželky Elizabeth (1775–1818). Beardův otec byl kupcem a Beard sám se časem k rodinnému podnikání připojil. Za manželku si vzal Elizabethu Branscombeovou (* 1798) 12. března 1825. Po Beardovi se stal obchodním manažerem. Přestěhoval se do Londýna na počátku 30. let, v roce 1833 investoval do obchodu s uhlím, ale jeho obchodní zájmy byly široké. V roce 1839 si nechal zaregistrovat patent pro barevný tisk na tkaninu.

## Fotografie
V roce 1839, kdy po prvním oznámení praktických fotografických procesů Louise Daguerra a Williama Foxe Talbota vypuklo „veřejné šílenství“ a „obrovské vzrušení“, se Beard začal o fotografii zajímat. Na začátku roku 1840 Beard kontaktoval patentového agenta Williama Carpmaela (1804–1867), který pracoval taktéž jako agent pro Talbota. Carpmael zprostředkoval schůzku mezi Beardem a Američanem Williamem S. Johnsonem, který se staral o marketing s fotoaparáty jeho syna Johna a Alexandra Wolcotta, který přístroje konstruoval. Fotoaparát fungoval zprvu nedokonale, ale Beard pochopil podnikatelský potenciál fotografie a uzavřel obchodní smlouvu s Johnsonem a Wolcottem, aby si zajistil patent na fotoaparát. Později přijal chemika Johna Fredericka Goddarda, aby proces zindustrializoval, zlepšil kvalitu a spolehlivost.
V roce 1841, s pomocí vynálezce Johna Johnsona, Richard Beard otevřel v Anglii první profesionální fotografické studio při Royal Polytechnic Institution.
Získal patentový monopol na proces daguerrotypie v Anglii a investoval 20 000 liber na vytvoření řetězce fotografických ateliérů v Londýně a prodával licence studiím v provinciích. Goddard pracoval jako technický poradce. Zkoumal možnosti licencování procesu kalotypie Foxe Talbota, ale nedokázali dohodnout vzájemné podmínky.
V roce 1842 si v Anglii nechal patentovat variaci metody kolorování, kdy se barevný prášek aplikoval na jemný povrch daguerrotypie za pomoci tepla. Původní metodu vynalezl švýcarský malíř a grafik Johann Baptist Isenring, který používal směs arabské gumy a pigmentů pro zabarvení prvních daguerrotypií již v roce 1840 nebo 1841. Další patenty s obměnami byly zaznamenány ve Francii Étiennem Lecchim v roce 1842 a Léotardem de Leuzem v roce 1845.
Ačkoli Beard v roce 1851 se sám označoval jako „fotografický umělec“ a vystavoval na Velké výstavě v Londýně, existuje usvědčující materiál, že sám byl velký začátečník. Dochované daguerrotypie přisuzované jemu jsou do značné míry práce druhých.

## Soudní spory a deziluze
Beard byl houževnatým obráncem svých obchodních zájmů, zapojoval se do mnoha právních sporů včetně žaloby proti Antoinovi Claudetovi a hlavně proti Egertonovi, které jsou známé jako spor Beard v. Egerton. Tento dlouhý a složitý případ, jak se ukázalo, nakonec způsobil další nechuť do dalších sporů. Ačkoli v roce 1849 vyhlásil bankrot, je pravděpodobné, že se jednalo pouze o komerční trik, poněvadž není žádný další důkaz o tom, že by byl chudý. Dohled nad vedením podniku získal jeho syn Richard.

## Stáří
Beardův zájem o fotografii poklesl a roku 1861 sám sebe popisoval jako „obchodník s uhlím“. V 60. letech Beard krátce etabloval jako odborník na léčbu elektrickým proudem.
Zemřel v Hampsteadu a byl pohřben na tamějším hřbitově.

## Portrétní fotografie (výběr)

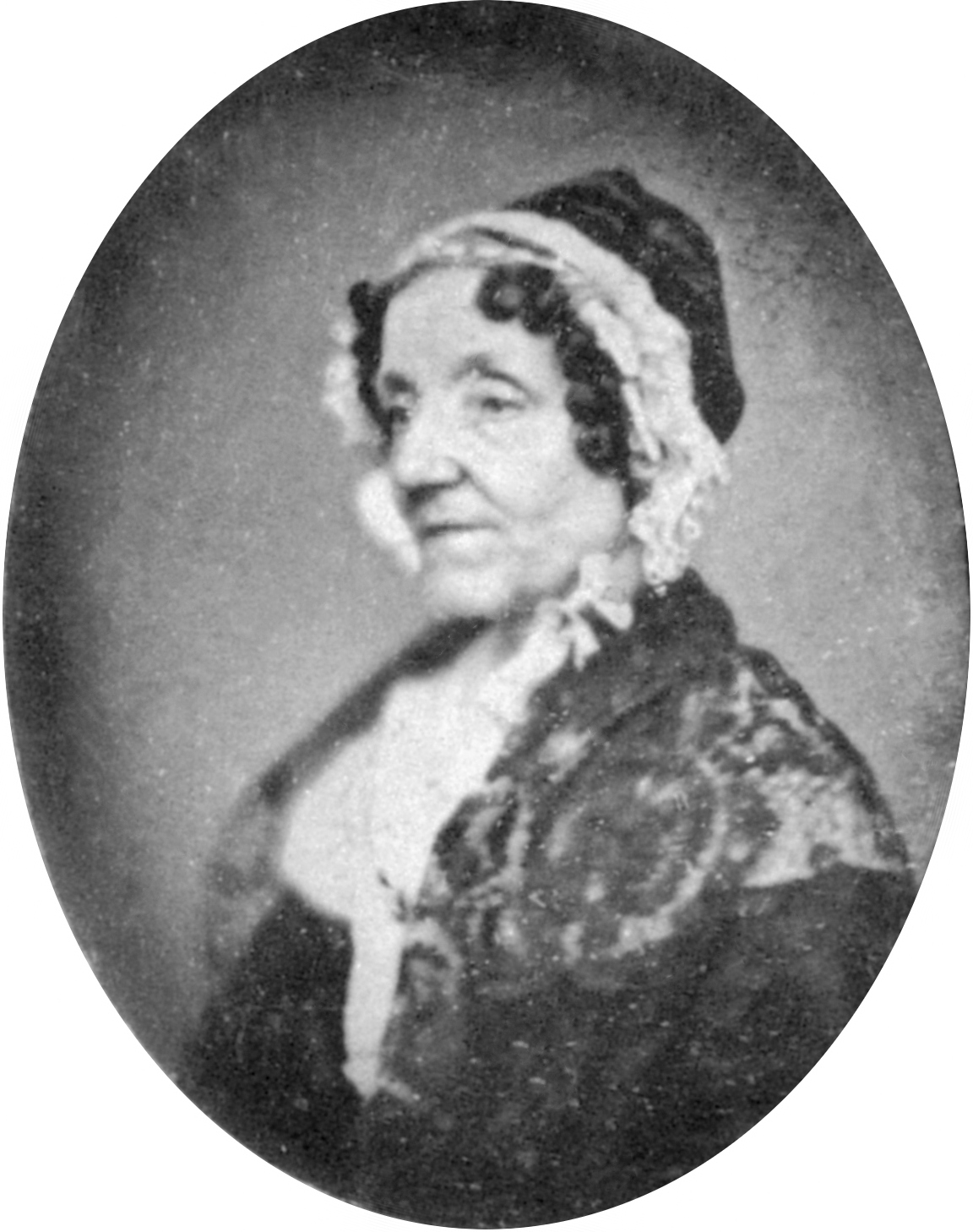
Maria Edgeworth (1768–1849), daguerrotypie, 54 × 44 mm
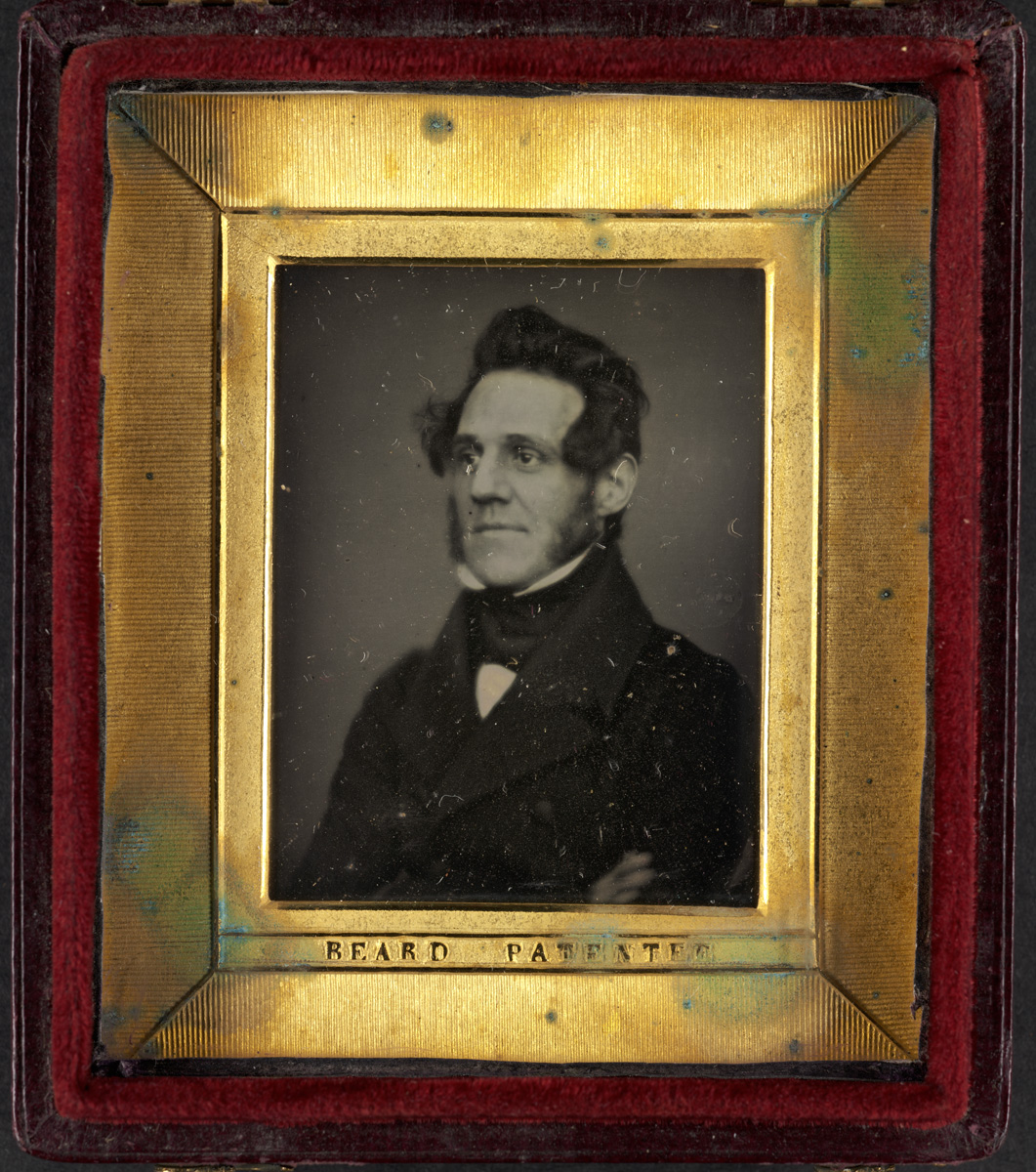
George Thompson, daguerrotypie v rámečku 9 × 8 cm, 1841
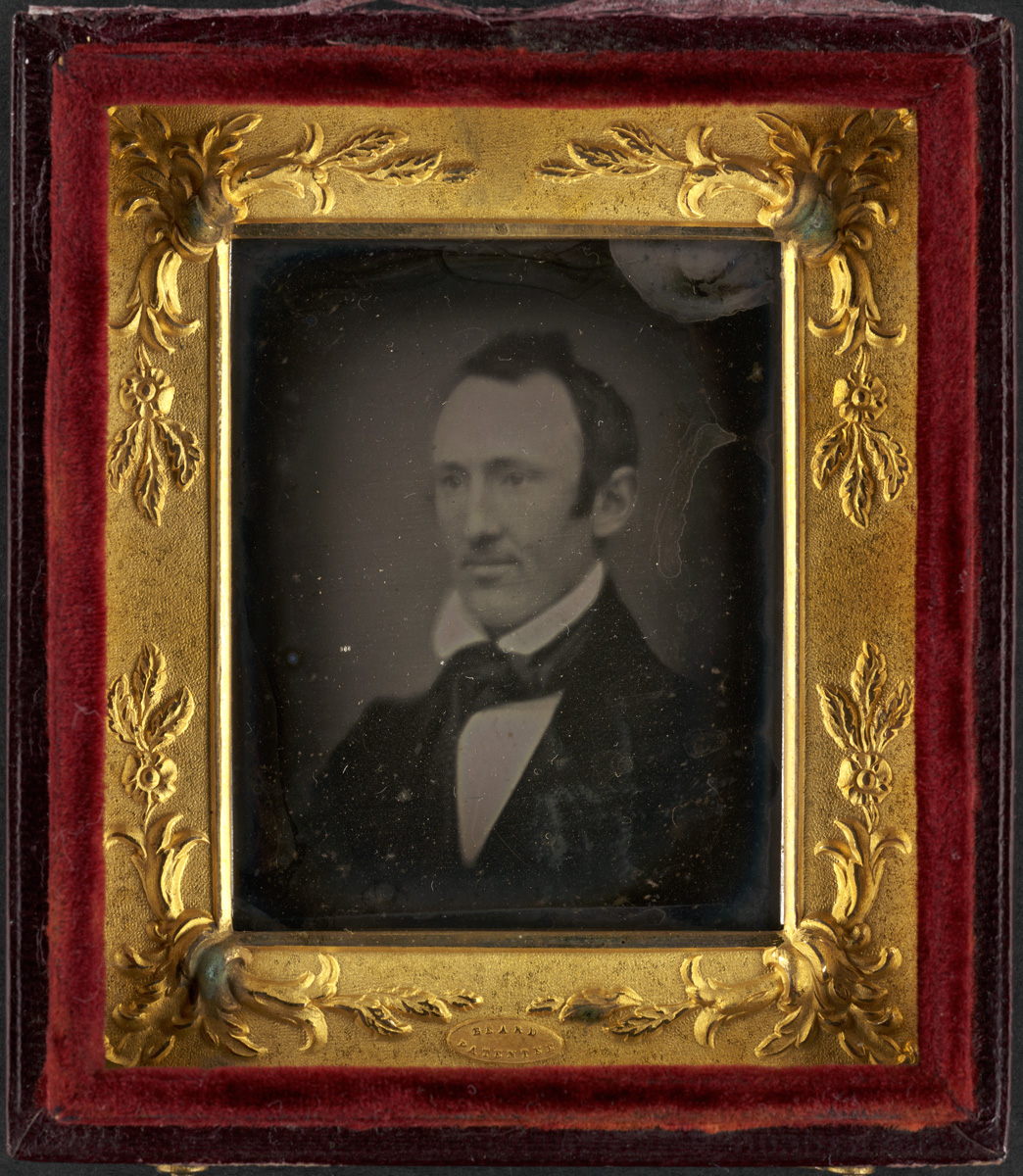
Wendell Phillips, daguerrotypie v rámečku 9,5 × 8,5 cm, asi 1841
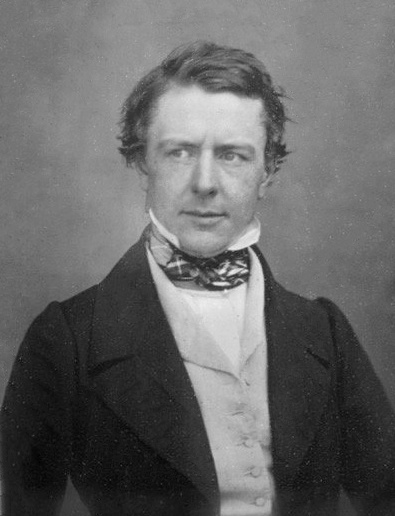
George Harris, daguerrotypie, asi 1845